# رادوان سیفسکی
رادوان سیفسکی (به انگلیسی: Radovan Siljevski) (زادهٔ ۱۷ ژوئیهٔ ۱۹۸۶) شناگر اهل صربستان است.